# Bambolina
Bambolina este un single lansat la 12 septembrie 2019 de traperul român Killa Fonic în colaborare cu trupa Carla's Dreams. Cântecul a fost compus de Killa Fonic și Carla’s Dreams. Melodia este una trap cu influențe latino. Melodia a ajuns în topurile muzicale din România și Republica Moldova la scurt timp de la lansare.
Versurile și muzica au fost scrise de Killa Fonic și Carla’s Dreams, la compunere colaborând și Mihai Alexandru Bogdan (Quick) și Alex Cotoi, care sunt producătorii piesei.
Melodia a fost cântată live pentru prima dată la Kiss FM, apoi la Virgin Radio România și Pro FM. Melodia mai este cântată live și la concertele celor doi artiști.

## Videoclip

Killa Fonic şi solistul trupei într-o scenă din videoclipul piesei Bambolina

Videoclipul piesei a fost regizat de Bogdan Păun, iar în clip apar ambii artiști. Acțiunea videoclipului are loc într-un club unde Killa Fonic dansează cu o femeie, precum și alte cupluri care dansează împreună, în timp ce Carla's Dreams se află în subsol cu o altă fată. În alte scene mai sunt prezentați și cei doi artiști împreună în subsol. Clipul a fost publicat în ziua lansării single-ului, pe canalul de YouTube al lui Killa Fonic, și avea în mai 2020 peste 17.000.000 de vizualizări.

## Clasamente
La 2 săptămâni de la lansare, piesa debutează în topul Media Forest pe locul 7 cu un număr de 103 de difuzări, iar în a patra săptămână de prezență în top piesa ajunge pe locul 1 cu 192 de difuzări. Piesa rămâne în top timp de 16 săptămâni. De asemenea, piesa reușește să ocupe prima poziție în topurile posturilor de radio Kiss FM, Pro FM și Radio Zu.
| Clasament (2019-2020)                      | Poziție |
| ------------------------------------------ | ------- |
| Republica Moldova (Airplay 100)            | 1       |
| România (Romanian Top 100)                 | 1       |
| România (Media Forest)                     | 1       |
| România (Kiss Top 40/Kiss FM)              | 1       |
| România (ProFM HIT 40/PRO FM)              | 1       |
| România (Virgin Radio Hot 40/Virgin Radio) | 2       |
| România (Most Wanted/Radio Zu)             | 1       |